# Park im. Adama Mickiewicza w Zawierciu
Park im. Adama Mickiewicza w Zawierciu – jeden z trzech parków znajdujących się w Zawierciu. Największy park istniejący w mieście.

## Historia
Park został założony 1 września 1929 roku na terenach podarowanych przez Jakuba Löwensteina (12 470 m²), gdzie rosła dąbrowa. Miasto zakupiło ponadto dodatkowe tereny i powierzchnia parku wynosiła początkowo 23 614 m². Projektantem parku był inż. Władysław Petrych. Zainstalował on na Warcie zapory, dzięki którym powstał staw z fontanną. Petrych był również pierwszym kierownikiem parku.
W latach 30. zmodernizowano park, oświetlając go i oddając do użytku kawiarnię, obok której znajdował się krąg taneczny i rosarium. W parku znajdowały się dwa kwietniki. Do 1945 roku w całości ogrodzono obiekt. Wstęp do parku był płatny i kosztował dwa złote.
Podczas II wojny światowej do parku mogli wejść tylko Niemcy, a dla Polaków przeznaczyli park Kościuszki. Wprowadzili oni kamienne schodki i kaskadę wodną, usuwając za to rosarium. 
Po II wojnie światowej ogrodzenie zostało zlikwidowane, a teren samego parku powiększony do ul. Kościuszki. W 1957 roku na nowo uruchomiono kawiarnię, a także założono mini-ZOO z pawiami, bocianami czy lisami, później zlikwidowane. W latach 70. zasypano staw, a w późniejszych czasach wyasfaltowano drogi i zlikwidowano stare ławki. Na początku XXI wieku dokonano rewitalizacji obiektu.

## Przyroda
W parku występuje około 60 gatunków drzew liściastych, a także drzewa iglaste – w sumie 1600 drzew. 30% wszystkich drzew stanowią dęby szypułkowe. Ponadto w parku znajdują się m.in. olsza czarna, klon zwyczajny, klon jawor, klon jesionolistny, lipa szerokolistna, lipa drobnolistna, lipa krymska, wiąz górski, wiąz szypułkowy, wiąz polny, jesion wyniosły, daglezja zielona, morwa biała, platan klonolistny, grab pospolity, brzoza brodawkowata, wierzba płacząca, kasztanowiec biały, jesion pensylwański, jesion wyniosły, robinia akacjowa, czeremcha zwyczajna, dąb czerwony, modrzew europejski, świerk kłujący, świerk siwy, sosna wejmutka, żywotnik zachodni, żywotnik wschodni, cis pospolity, jałowiec sabiński.
Do krzewów znajdujących się w parku można zaliczyć takie gatunki, jak jaśminowiec wonny, głóg dwuszyjkowy, głóg jednoszyjkowy, żylistek szorstki, tawuła wierzbolistna, berberys odm. purpurowa, forsycja pośrednia, lilak pospolity, ligustr pospolity, śnieguliczka biała.
Na terenie parku znajdują się kwiatowe kobierce składające się z takich roślin, jak szałwia, lobelia, starzec, gazania i aksamitka.